# Big Kettle Fumarole
Big Kettle Fumarole är en källa i Kanada.   Den ligger i provinsen British Columbia, i den centrala delen av landet, 3 700 km väster om huvudstaden Ottawa. Big Kettle Fumarole ligger 1 086 meter över havet.
Terrängen runt Big Kettle Fumarole är huvudsakligen kuperad. Big Kettle Fumarole ligger nere i en dal. Trakten runt Big Kettle Fumarole är nära nog obefolkad, med mindre än två invånare per kvadratkilometer.. Det finns inga samhällen i närheten.
I omgivningarna runt Big Kettle Fumarole växer i huvudsak barrskog.